# Florimont-Gaumier
Florimont-Gaumier è un comune francese di 151 abitanti situato nel dipartimento della Dordogna nella regione della Nuova Aquitania.

## Società

### Evoluzione demografica
Abitanti censiti